# George Jones
|  | Aquest article tracta sobre el publicista estatunidenc. Si cerqueu el músic estatunidenc, vegeu «George Jones (músic)». |

George Jones (Poultney, Vermont, 1811 – Poland, Maine, 1891) fou un periodista estatunidenc que, juntament amb Henry Jarvis Raymond, va fundar el New-York Daily Times, avui The New York Times.

## Biografia
Jones va néixer el 1811 a Poultney, Vermont, i la seva família aviat es va mudar a Granville, Ohio. Quan els seus pares van morir, però, Jones va tornar a Vermont, on va començar a treballar al Northern Spectator.
El 1833 s'havia mudat a Troy, Nova York, on va treballar en la indústria dels productes secs, i més tard a la banca. Després de passar uns anys a l'àrea que després es convertiria en la ciutat de Nova York, es va mudar i va esdevenir banquer a Albany, Nova York.
A Troy, el 26 d'octubre de 1826, es va casar amb Sarah Maris Gilbert, filla de Benjamin J. Gilbert, el principal comerciant de l'època a Troy. Van tenir quatre fills, Emma, Elizabeth, Mary i el seu únic fill, Gilbert.
Jones i Henry Jarvis Raymond van publicar el primer número de New-York Daily Times el 18 de setembre de 1851. Els dos es van conèixer per primera vegada mentre treballaven al New York Tribune amb Horace Greeley. Jones va sol·licitar fons per a començar el diari, guanyant contribucions d'inversors a Albany i Aurora, inclòs Edwin B. Morgan, a més d'aportar 25.000 $ de la seva part i uns altres 25.000 $ del seu exsoci bancari Edward Wesley. The paper began publishing as The New York Times on September 14, 1857. El diari va començar a publicar-se com el New York Times el 14 de setembre de 1857. Després de la mort de Raymond el juny de 1869, Jones va assumir el càrrec d'editor. Entre 1870 i 1871, el periòdic havia estat atacant repetidament William M. Tweed, l'amo de Tammany Hall, mitjançant editorials de George William Curtis i il·lustracions de Thomas Nast. Tweed va intentar comprar el 34% de les accions de la vídua de Raymond, però Morgan el va comprar abans que pogués. Tweed també li va oferir a Jones 5 milions de dòlars per no imprimir la història, però Jones s'hi va negar. Els esforços del NYT van contribuir a la caiguda de Tweed i el seu govern corrupte de la ciutat.